# Santiago Schaerer

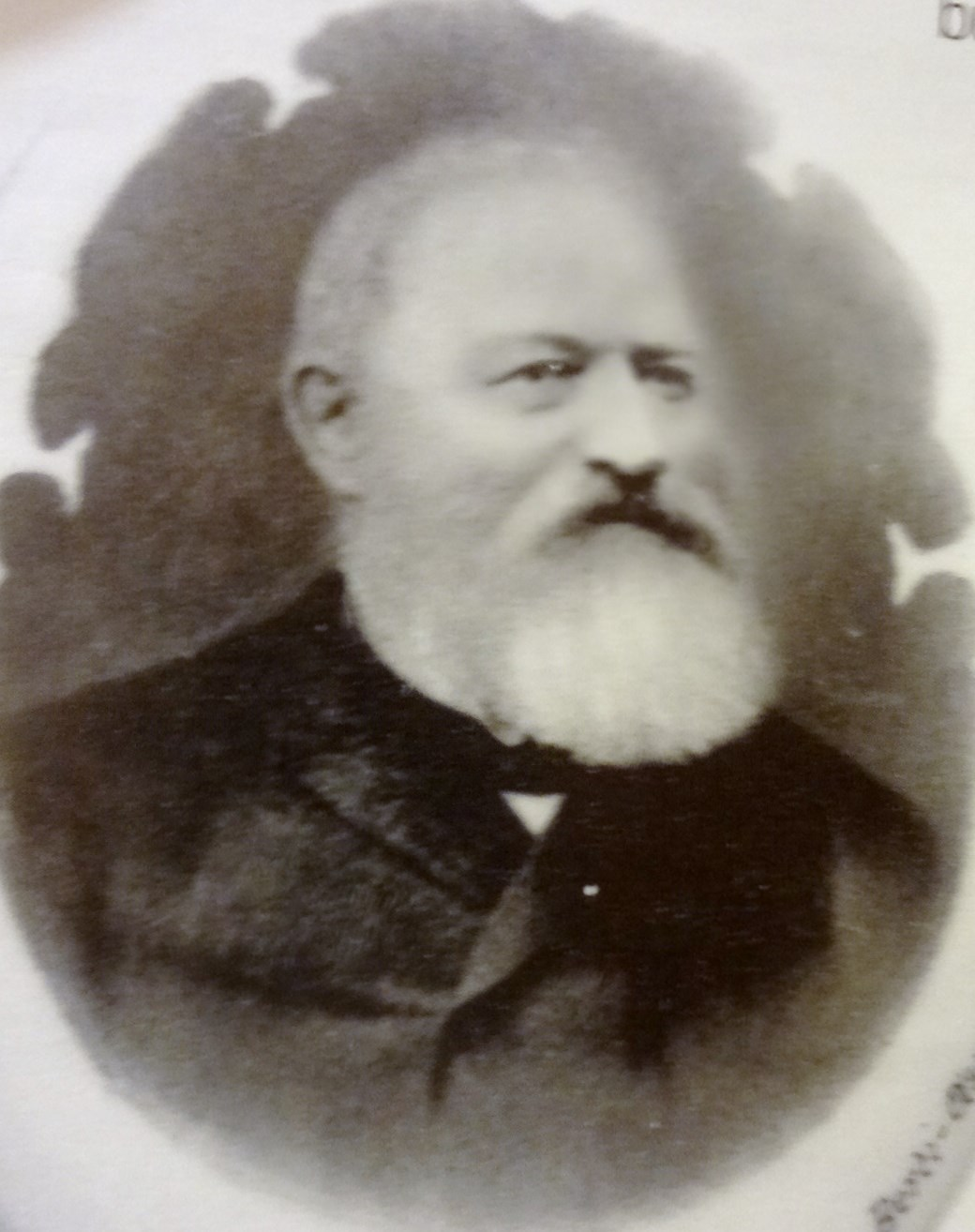
Santiago Schärer

Santiago Otto Schaerer Kuenzli (* 6. Juni 1834 in Vordemwald als Jakob Otto Schärer; † 28. Januar 1895 in Asuncion, Paraguay) war ein Schweizer Kaufmann, Kolonisator und Siedler in Südamerika. Er gründete mehrere Schweizer Kolonien, unter anderem Nueva Helvecia in Uruguay und San Bernardino in Paraguay. Er war der Vater des 25. Staatspräsidenten von Paraguay Eduardo Schaerer.

## Leben
Jakob Otto Schärer war ein Sohn des Gemeindeschreibers Jakob Schärer und der Johanna Barbara Künzli. Er absolvierte die Schulen in Vordemwald und Zofingen. 1855 heiratete er die aus Unterambringen (Baden-Württemberg) stammende Katharina Karolina Müller (1828–1861) und hatte mit ihr zwei Söhne, Jakob Emil Anton (1856–1929) und Hans Otto (1857–1935). 1861 starb sein dritter Sohn während der Geburt, seine Frau starb wenige Tage danach. Im Alter von 27 Jahren wanderte er nach Südamerika aus. Dort änderte er seinen Namen auf die spanische Variante ab, respektive änderte seine Vornamen und adaptierte wie üblich den Geburtsnamen seiner Mutter als Zweitnamen.
1862 siedelte er von Hamburg nach Montevideo über. Zusammen mit anderen Schweizer Auswanderern gründete er Nueva Helvecia, die erste Schweizer Kolonie in Uruguay. Er zog durch Argentinien, unter anderem durch Carmen de Patagones und Santa Fe. 1869 kam er nach Paraguay, wo er sich in Caazapa niederliess und in zweiter Ehe Elizabeth Vera y Aragon (1850–1877) heiratete. Aus dieser Ehe stammten sieben Kinder, unter anderem Eduardo Schaerer, welcher zwischen 1912 und 1916 als 25. Staatspräsident von Paraguay amtete. Er gründete die wichtige Tageszeitung La Tribuna. Später kamen auch die Söhne aus seiner ersten Ehe nach und liessen sich in Paraguay nieder. Unter Bernardino Caballero gründete er 1881 die Kolonie San Bernardino.
Schaerer starb am 28. Januar 1895 im Alter von 60 Jahren in Asunción.